# منقذ العقاد
منقذ نادر العقاد كاتب وناقد وباحث واستشاري سوري، ولد في مدينة حماة، من مدن سوريا، صدر له عدة مؤلفات منها رواية «رجل من مدينة الله»، و كتاب: "لماذا نحن هنا"، و«قصص مدينتين»، كما له مشاركة في كتاب وجوه ومرايا القصصي، له مقالات ودراسات في العديد من المجلات العربية، مثل مجلة جسور، ومجلة المجتمع والعين الإخبارية ومجلة الرافد الثقافية ومجلة الثقافة وعدد من الدوريات الأخرى.
شغل سابقاً منصب مدير عام الرابطة العربية للثقافة والفكر والأدب في مدينة دبي للإعلام، ورئيس تحرير مجلة لسان العرب ،ورئيس مؤسسة العقاد العالمية للخدمات والإنتاج الإعلامي.
حالياً هو مؤسس و رئيس أكاديمية كن نفسك في سوريا، ورئيس مجلس إدارة ميتا أريس الأمريكية الدولية والبورد الأمريكي للتعليم والتدريب التابع لها، والمستشار الإعلامي للشيخة عفراء بنت حشر آل مكتوم.
شارك بأوراق عمل في مدينة الشارقة للخدمات الإنسانية: ورقة عمل تحت عنوان كيف أستغل إعاقتي لأكون مبدعاً؟، وأخرى حول العلاقة بين الدراما وتوظيف الموارد البشرية من ذوي الاحتياجات الخاصة. إضافة إلى كثير من المشاركات في مؤتمرات وندوات دولية وعربية.

## المسيرة المهنية
كانت بدايات الروائي و الناقد الدكتور منقذ العقاد في عام 1998 حيث دخل الوسط الأدبي الحموي وأصدر روايته الأولى «رجل من مدينة الله» التي قدم لها بكلمة استشرافية راقية الراحل الأديب والصحفي مدحت عكاش ثم أعقبها كتاب فكري بعنوان «لماذا نحن هنا» وخلالها وبالتوازي كان العقاد ينشر بمواظبة في جريدة الفداء مقالات ودراسات نقدية وقصص قصيرة وكذلك في جريدة الثقافة الدمشقية لمدحة عكاش و جريدة تشرين. بعدها أسس مع الأديب والروائي الأستاذ سامر الشمالي من حمص صفحة منتدى جسور وحوارات في جريدة الثقافة وكانا ينشران الإبداعات الواعدة السورية وقد انبثق عن المشروع كتاب «قصص مدينتين» كأول كتاب جامع لقصص قصيرة لكتاب من حماة وحمص من مختلف الاتجاهات والتيارات والمناطق كنوع من الروح الأدبية الجامعة وكتب العقاد عنه و نشر دراسات في صحف عدة.
سافر العقاد إلى الإمارات وعمل في مجال الصحافة و كان حينها رئيسا لتحرير مجلة لسان العرب ومديرا عاما للرابطة العربية للثقافة والفكر والأدب في مدينة دبي للإعلام ثم أسس شركة صحافة وإعلام تقدم خدمات صحفية وإعلامية وكان مديرا عاما لها. و في عام 2009 عاد العقاد لسوريا وأسس في حماة دار أبي الفداء العالمية للتوزيع والنشر ونشر فيها أعمالا أدبية وتعليمية عدة ولا تزال الدار قائمة وتمارس نشاطها. فاز الدكتور منقذ العقاد بجوائز أدبية عدة منها: جائزة غانم غباش للقصة القصيرة وجائزة عبد السلام العجيلي وجوائز اتحاد الكتاب العرب فرع حماة وآخر الجوائز التي نالها هي المرتبة الأولى عربيا بالإبداع العربي في الشارقة بمجال النقد الأدبي عن كتابه الذي طبع على نفقة الجائزة ( بنية السرد في الرواية العربية الجديدة) وهو حاليا عضو في اتحاد الناشرين السوريين كما أن له صالون أدبي ثقافي برعاية مجلس مدينة حماة (صالون منقذ العقاد الأدبي) الذي يقام دوريا ويقدم أعمالا وحوارات أدبية وفنية وثقافية تعزز من الحراك الثقافي الوطني التنموي. بين يديه حاليا عدة مخطوطات و يعكف على إصدار رواية جديدة بعنوان: كل شيء ولا شيء، وهنالك مخطوطا لرواية تتناول فترة تاريخية من حماة وشخصيات مؤثرة فيها ومنها شخصية المربي عثمان حوراني. كما يوجد لديه مخطوطا لكتاب بعنوان كيف نحرر عقولنا والثقة حجر البناء العظيم.

## جوائز
- جائزة الشارقة للإبداع العربي في مجال النقد الأدبي 2012
- 2010 جائزة العجيلي للقصة القصيرة، المرتبة الثانية على مستوى سوريا.[3]
- جائزة غانم غباش للقصة القصيرة
- جائزة اتحاد الكتاب العرب للقصة القصيرة